# Elecciones generales de San Vicente y las Granadinas de 1984
Elecciones generales tuvieron lugar en San Vicente y las Granadinas el 25 de julio de 1984. El resultado fue una victoria para el Nuevo Partido Democrático, el cual obtuvo nueve de trece escaños. La participación electoral fue de 88,8%.

## Resultados
| Partido                             | Votos  | %    | Escaños | +/–   |
| ----------------------------------- | ------ | ---- | ------- | ----- |
| Nuevo Partido Democrático           | 21 700 | 51,4 | 9       | +7    |
| Partido Laborista de San Vicente    | 17 493 | 41,5 | 4       | –7    |
| Movimiento Popular Unido            | 1 350  | 3,2  | 0       | 0     |
| Movimiento para la Unidad Nacional  | 855    | 2,0  | 0       | Nuevo |
| Partido Popular Democrático         | 810    | 1,9  | 0       | Nuevo |
| Votos en blanco/nulos               | 299    | –    | –       | –     |
| Total                               | 42 507 | 100  | 13      | 0     |
| Electores registrados/participación | 47 863 | 88,8 | –       | –     |
| Fuente: Nohlen                      |        |      |         |       |